# Portugiesische Badminton-Juniorenmeisterschaft
Portugiesische Badminton-Juniorenmeisterschaften werden seit 1990 ausgetragen.

## Die Titelträger
| Saison | Herreneinzel       | Dameneinzel        | Herrendoppel                       | Damendoppel                               | Mixed                                    |
| ------ | ------------------ | ------------------ | ---------------------------------- | ----------------------------------------- | ---------------------------------------- |
| 1990   | Fernando Silva     | Helena Berimbau    | Fernando Silva Camilo Valgi        | Alice Oliveira Helena Berimbau            | Fernando Silva Sonia Lopes               |
| 1991   | Carlos Caires      | Helena Berimbau    | José Silva Nuno Silva              | Anabela Goncalves Helena Berimbau         | Carlos Caires Helena Berimbau            |
| 1992   | Nuno Silva         | Ana Ferreira       | Hugo Rodriges Roberto Caires       | Ana Ferreira Ana Santos                   | Goncalo Traquina Ana Ferreira            |
| 1993   | Hugo Rodrigues     | Ana Ferreira       | Goncalo Traquina Hugo Rodrigues    | Ana Ferreira Claudia Ribeiro              | Goncalo Traquina Ana Ferreira            |
| 1994   | Carlos Ricardo     | Ana Ferreira       | Carlos Ricardo Emanuel Bandeira    | Vera Martinho Ana Lopes                   | Carlos Ricardo Ana Ferreira              |
| 1995   | Pedro Coelho       | Ana Lopes          | Jorge Anacleto Paulo Pinheiro      | Vera Martinho Ana Lopes                   | Nuno Pinto Ana Lopes                     |
| 1996   | Paulo Pinheiro     | Francis Pereira    | João Martins José Santos           | Ana Silva Francis Pereira                 | Paulo Pinheiro Francis Pereira           |
| 1997   | Miguel Almelda     | Francis Pereira    | Ouarte Camacho Paulo Freitas       | Ana Silva Francis Pereira                 | Miguel Almelda Francis Pereira           |
| 1998   | Paulo Freitas      | Filipa Lamy        | Miguel Almelda Ricardo Silva       | Filipa Lamy Helena Bartolomeu             | Miguel Almelda Helena Bartolomeu         |
| 1999   | Ricardo Silva      | Filipa Lamy        | Miguel Almelda Ricardo Silva       | Filipa Lamy Ana Paiva                     | Ricardo Silva Filipa Lamy                |
| 2000   | Gil Martins        | Vânia Leça         | Gil Martins Valdemiro Garces       | Joana Sousa Vânia Leça                    | Gil Martins Joana Paiva                  |
| 2001   | Valdemiro Garcês   | Telma Santos       | Gil Martins Valdemiro Garcês       | Carolina Guimarães Tânia Faria            | Miguel Jardim Érica Camacho              |
| 2002   | Décio Miranda      | Telma Santos       | Décio Miranda Tiago Lopes          | Carolina Guimarães Tânia Faria            | Décio Miranda Telma Santos               |
| 2003   | Luís Silva         | Joana Marques      | João Graça Luís Silva              | Andreia Simão Jennifer Feliciano          | Luís Silva Andreia Simão                 |
| 2004   | Alexandre Paixão   | Ana Moura          | Alexandre Paixão João Grade        | Alice Silva Ana Moura                     | Alexandre Paixão Andreia Simão           |
| 2005   | Alexandre Paixão   | Ana Moura          | Alexandre Paixão Pedro Rodrigues   | Ana Moura Sara Gonçalves                  | Alexandre Paixão Ana Moura               |
| 2006   | Miguel Jardim      | Dalila Belém       | Miguel Jardim Jorge Guerreiro      | Dalila Belém Érica Camacho                | Miguel Jardim Érica Camacho              |
| 2007   | Miguel Jardim      | Dalila Belém       | Miguel Jardim Pedro Soares         | Cláudia Figueira Vânia Camacho            | Pedro Soares Cláudia Figueira            |
| 2008   | Pedro Martins      | Cláudia Figueira   | David Sousa Pedro Martins          | Ana Carvalho Ana Reis                     | Pedro Soares Cláudia Figueira            |
| 2009   | Pedro Martins      | Helena Pestana     | Eduardo Leite Pedro Martins        | Ana Carvalho Ana Reis                     | Rui Campos Helena Pestana                |
| 2010   | Ruben Vieira       | Helena Pestana     | Pedro Jorge Tomás Nero             | Anny Costa Helena Pestana                 | Tomás Nero Catarina Cristina             |
| 2011   | Tomás Nero         | Ana Rita Santos    | Miguel Pinto Tiago Chaves          | Ana Isabel Almeida Ana Rita Santos        | Tomás Nero Ana Isabel Almeida            |
| 2012   | Bruno Carvalho     | Sónia Gonçalves    | Bruno Carvalho Manuel Leitão       | Sónia Gonçalves Ana Rita Santos           | Bruno Carvalho Sónia Gonçalves           |
| 2013   | Bruno Carvalho     | Sónia Gonçalves    | Bruno Carvalho Manuel Leitão       | Sónia Gonçalves Joana Vilaça              | Bruno Carvalho Sónia Gonçalves           |
| 2014   | Hugo Batista       | Daniela Conceição  | Bernardo Atilano João Marques      | Daniela Conceição Ana Amaral              | Bernardo Atilano Daniela Conceição       |
| 2015   | Bernardo Atilano   | Gabriela Pereira   | Bernardo Atilano Duarte Nuno Anjo  | Maria Margarida Rodrigues Verónica Amador | Ângelo Silva Ana Dias                    |
| 2016   | Miguel Rocha       | Sofia Setim        | João B. Alves Roberto Fortes       | Joana Lopes Sofia Setim                   | Ângelo Silva Mariana Chang               |
| 2017   | José Pita          | Mariana Chang      | Carlos André Silva Miguel Rocha    | Mariana Chang Mariana Leite               | Miguel Rocha Mariana Chang               |
| 2018   | Rui Tremoceiro     | Mariana Leite      | Kevin C. Selvarajah Rui Tremoceiro | Adriana F. Gonçalves Catarina M. Martins  | Kevin C. Selvarajah Adriana F. Gonçalves |
| 2019   | Tomás Coelho       | Inês Pardilhó      | Kevin C. Selvarajah Rui Tremoceiro | Inês Pardilhó Joana Eduardo               | Rodrigo Almeida Inês Pardilhó            |
| 2020   | Diogo Glória       | Mariana Neves      | Diogo Glória João Chang            | Mariana Neves Mariana Afonso              | João Chang Mariana Afonso                |
| 2021   | David Silva        | Madalena Fortunato | Rodrigo Dias Afonso Gouveia        | Maia Marques Coelho Sofia Meneses Pestana | David Silva Beatriz Roberto              |
| 2022   | Gonçalo Silva      | Madalena Fortunato | Gustavo Belmonte Tiago Mendes      | Madalena Fortunato Beatriz Roberto        | Gonçalo Silva Margarida Cabaço           |
| 2023   | Santiago Batalha   | Maria Wilkinson    | Santiago Batalha Dinis Maia        | Carolina Mendes Marta Sousa               | Pedro Almeida Isabella Wilkinson         |
| 2024   | Alexandre Bernardo | Maria Wilkinson    | Santiago Batalha Dinis Maia        | Isabella Wilkinson Maria Wilkinson        | Alexandre Bernardo Isabella Wilkinson    |